# Dayana Sánchez
Dayana Erica Jhoanna Sánchez, (Córdoba, 28 de agosto de 1992) es una boxeadora argentina.

## Trayectoria
Dayana Sánchez comenzó a los 10 años, su padre fue boxeador. A los 14 años debutó en el ring, frente mujeres adultas y con experiencia ya que en ese momento no existían las categorías juveniles. Esto fue posible gracias a que se consiguió un permiso especial de la Federación Cordobesa de Box, porque la edad mínima era de quince. Ese estreno fue con victoria.
En 2014 obtuvo la medalla de plata en los Juegos ODESUR de Chile. En 2015 obtuvo la medalla de plata de los Juegos Panamericanos de Toronto al ser derrotada por la local Caroline Veyre. Ese mismo año fue nominada a los Premios Cóndor.  
En 2016 quedó afuera de la clasificación para ir a Río 2016. En junio de 2017, venció con un resultado de 5-0 a la puertorriqueña Stephanie Piñeiro en el Torneo Continental Elite que se llevó a cabo en Honduras. En julio del mismo año integró la Selección Cordobesa de Box en el Campeonato Nacional Femenino de Box y ganó la medalla de oro.  En octubre de 2017, en el Campeonato Centroamericano Masculino Elite y la V Copa Internacional Femenina Elite “Lic. Carlos Velázquez” venció por fallo unánime a la costarricense Paola Cubillo obteniendo otra medalla de oro.
En 2018 integró la delegación de los Juegos ODESUR de Bolivia.
En los Juegos Panamericanos de 2019, obtuvo la medalla de plata en la categoría 60 kg.